# Талас
 Тази статия е за града в Киргизстан.  За града в Казахстан вижте Тараз.  
Талас (на киргизки: Талас; на руски: Талас) е град в Таласка област, Киргизстан. Според данните от преброяването на населението в Киргизстан от 2009 година в града има 32 886 жители. Градът е основан през 1877 година от руски и украински преселници в централната част на Таласката долина на левия бряг на река Талас. Първоначално селището се е наричало Дмитриевка.

## География
Талас е разположен в североизточната част на Таласката долина, на 1280 м надморска височина, в на левия бряг на река Талас. Градът се намира на 360 км западно от столицата Бишкек, на 90 км източно от на-близката жп гара на град Джамбул (Казахстан) и на 90 км западно от главния път Бишкек — Ош.